# Feodosija
Feodosija (russisk: Феодо́сия, Feodosijaa; ukrainsk: Феодо́сія, Feodosiia; krimtatarisk og tyrkisk: Kefe), også kaldet Theodosia (fra græsk: Θεοδοσία), er en havneby og et resortområde af regional betydning på Krimhalvøen ved Sortehavets kyst. Feodosija, der har 66.293 (2021) indbyggere, er administrativt center for området. I størstedelen af dens historie var byen kendt under navnet Caffa (ligurisk: Cafà) eller Caffa.

## Historie
Byen var grundlagt som Theodosia (Θεοδοσία) af græske kolonister fra Milet i 600 f.v.t. Byen blev i datiden kendt for sin frugtbare landbrugsjord, som handlen i området afhang af. Theodosia blev udplyndret af Hunnerne i år 400. Herefter forblev Theodosia en mindre landsby i næsten 900 år. Byen har været under indflydelse af Khzazarene og Det Byzantinske Rige.
Ligesom resten af Krim blev området også besat af kiptjakkerne og blev erobret af mongolerne i 1230'erne.

### Kaffa
Sidst i det 13. århundrede ankom købmænd fra Republikken Genova og købte byen fra Den Gyldne Horde. Her etablerede de en blomstrende handelspost kaldet Kaffa, som principielt kom til at monopolisere handel i Sortehavsregionen. Kaffa kom til at huse en af Europas største slavemarkeder. Fra 1266 og frem blev byen styret af en genovansk konsul, som siden 1316 også styrede over alle Genovas sortehavskolonier. Mellem 1204-1261 og igen mellem 1296-1307 var byen under Republikken Venedigs herredømme.
Ibn Battuta besøgte byen og bemærkede at det var "en ædel by ved kysten, beboet af kristne, hvoraf de fleste fra Genova". Han fortalte også: "Vi gik ned til havnen, og så en vidunderlig havn med omkring 200 fartøjer, både små og store, da det er en af verdens lovpriste havne."
I begyndelsen af 1318 etablerede Pave Johannes 22. en katolsk kirke i byen. Den første biskop for Kaffa var Fra' Gerolamo, under Republikken Genova. Efter at byen blev erobret af osmannerne i 1475, flyttede biskoppens residens også ud af byen.
Kaffa blev også, som resten af Europa, ramt af Den Sorte Død i 1374, og der er forlydender om, at pesten ramte Den Gyldne Horde (mongolerne), der var med til at sprede pesten til resten af regionen. Byen og området kom sig dog efterfølgende. Den kulturelt mangfoldige og blomstrende by blev efter Den Sorte Død beskrevet af den spanske omrejsende Pedro Tafur i 1430'erne. I 1492 placerede Kaffa sig under beskyttelse af Kasimir 4. Jagiellon af Polen.

### Kefe
Efter Konstantinopels fald blev Kaffas position uholdbar og tiltrak den osmanniske sultan Mehmed 2.s opmærksomhed. Sultanen ville stoppe den genovanske indflydelse i Sortehavet. I 1473 døde tudun'en (eller guvernøren) af Krim-khanatet, og der blev kamp om at udnævne den afdøde guvernørs efterfølger. De genovanske myndigheder blandede sig i kampen, og efter at Krimtatarerne bad sultan Mehmed 2. om hjælp til at afgøre stridigheden, blev der udsendt en flåde, der forlod Konstantinopel den 19. maj 1475. Flåden forankrede sig uden for byens mure den 1. juni og påbegyndte bombardement af byen den næste dag. Indbyggerne i Kaffa kapitulerede til osmannerne den 6. juni, og flere blev tvunget til at forlade byen. Byen blev efterfølgende omdøbt til Kefe, og blev en af de vigtigste tyrkiske havne ved Sortehavet.
Under ledelse af Petro Konasjevytj-Sahajdatjnyij udslettede zaporogkosakkerne den tyrkiske flåde i 1615 og erobrede byen. Efter erobringen frigav kosakkerne de mænd, kvinder og børn, der var holdt som slaver i byen.

### Feodosija igen
Den osmanniske kontrol over byen ophørte da Det Russiske Kejserrige erobrede hele Krimhalvøen i 1783. Byen blev herefter omdøbt til Feodosija (Ѳеодосія), efter den traditionelle russiske oversættelse af det antikke græske navn Theodosia.
Feodosija blev besat af tropper fra Nazi-Tyskland i Anden Verdenskrig, og byen blev hårdt ramt i krigstiden.

## Moderne Feodosija
Det moderne Feodosija er i høj grad en ferieby, som derfor har en del virksomheder, der fokuserer på turisme. Byen ligger tæt ved strande og et rigt naturliv. Ligeledes er der placeret spa- og wellnesscentre i byen. Udover turismefaciliteter hviler byens økonomi på landbrug og fiskeri. Den lokale industri inkludere blandt andet fiskeri, brygning og konservering af fødevarer.
Som på det meste af Krimhalvøen er de fleste indbyggere russere. Det ukrainske sprog bliver sjældent benyttet.
Ved Feodosija ligger Golden Beach (Zolotoy Pljasj) som består af små muslingeskaller, i modsætning til hovedparten af strandene på Krim, der består af småsten.
I vintermånederne er byen tyndt befolket; de fleste caféer og restauranter er lukkede. Erhvervs- og turistsæsonen begynder i midt-juni og peaker i juli og august. Som i de fleste andre resortbyer på Krimhalvøen kommer turisterne primært fra de gamle Sovjet-lande. Populære turistmål er blandt andet det genovanske fort.

## Venskabsbyer
- Armavir, Armenien
- Azov, Rusland
- Kronstadt, Rusland
- Stavropol, Rusland
- Kołobrzeg, Polen